# Kasino-Teatret
Kasino-Teatret. Varieté-teater i Rosenkrantzsgade i Aarhus. Opført 1900 efter tegning af arkitekt S.F. Kühnel. 
Blev indviet 7. december 1900. Bygherre og direktør var Marinius Olsen.
Kasino-Teatret havde gennem årene forskellig optræden med jonglører, operasang, kunstcykling, operetter, varieté og folkekomedier, og var et kendt forlystelsessted i byen.
Teatret havde varierende økonomiske vanskeligheder gennem årene og lukkede endeligt i februar 1943.
Senere flyttede Danmarks Radio ind i lokalerne og brugte dem til studier. Siden 1982 har teatret Svalegangen haft til huse i bygningerne.